# Antoine Bourdelle
Émile Antoine Bourdelle (Montauban, 30 de octubre de 1861-Le Vésinet, 1 de octubre de 1929) fue un escultor francés. Fue de los exponentes más destacados del periodo de la Belle Époque, y es considerado uno de los precursores de la escultura monumental del siglo XX.

## Biografía
Nacido con los nombres y el apellido Émile Antoine Bordelles en Montauban del departamento de Tarn y Garona; hijo único de Emilie Reille y de Antoine Bourdelle. Sin embargo, el apellido paterno fue mal escrito en su partida de nacimiento, Bordelles en vez de Bourdelles porque la o occitana suena [u] a modo semejante del dígrafo francés ou, tal y como lo mencionó el artista en repetidas ocasiones y posteriormente solicitó la corrección del mismo.

### Formación
Concluyó a los trece años la escuela primaria, por lo que casi inmediatamente comenzó a trabajar como aprendiz de grabador de madera en el taller de ebanistería de su padre. Durante este periodo, tomó clases por las tardes en la escuela de dibujo de Montauban, lugar donde tuvo sus primeros acercamientos a la técnica de modelado. Poco tiempo después como un alumno destacado, Bourdelle ingresó en la escuela de Bellas Artes de Toulouse al ganar una beca y aprobar el concurso de admisión en 1876.
Posteriormente, en 1884 Bourdelle se fue a residir a París. Allí ingresó en la Escuela Nacional Superior de Bellas Artes al obtener el segundo lugar en el concurso de admisión. Es en esta escuela donde entró al taller de Alexandre Falguière; sin embargo abandonó la Escuela en 1886. Debido a ello, Bourdelle comenzó a vender algunos diseños en la empresa editora de reproducciones artísticas Goupil & Cie. También, durante el periodo en que el artista realizó sus estudios, Bourdelle instaló su taller en 1885 en el aquel entonces 16 del Impasse du Maine; diez años después, en 1895, comenzó a vivir en el apartamento contiguo.

### Los años con Rodin

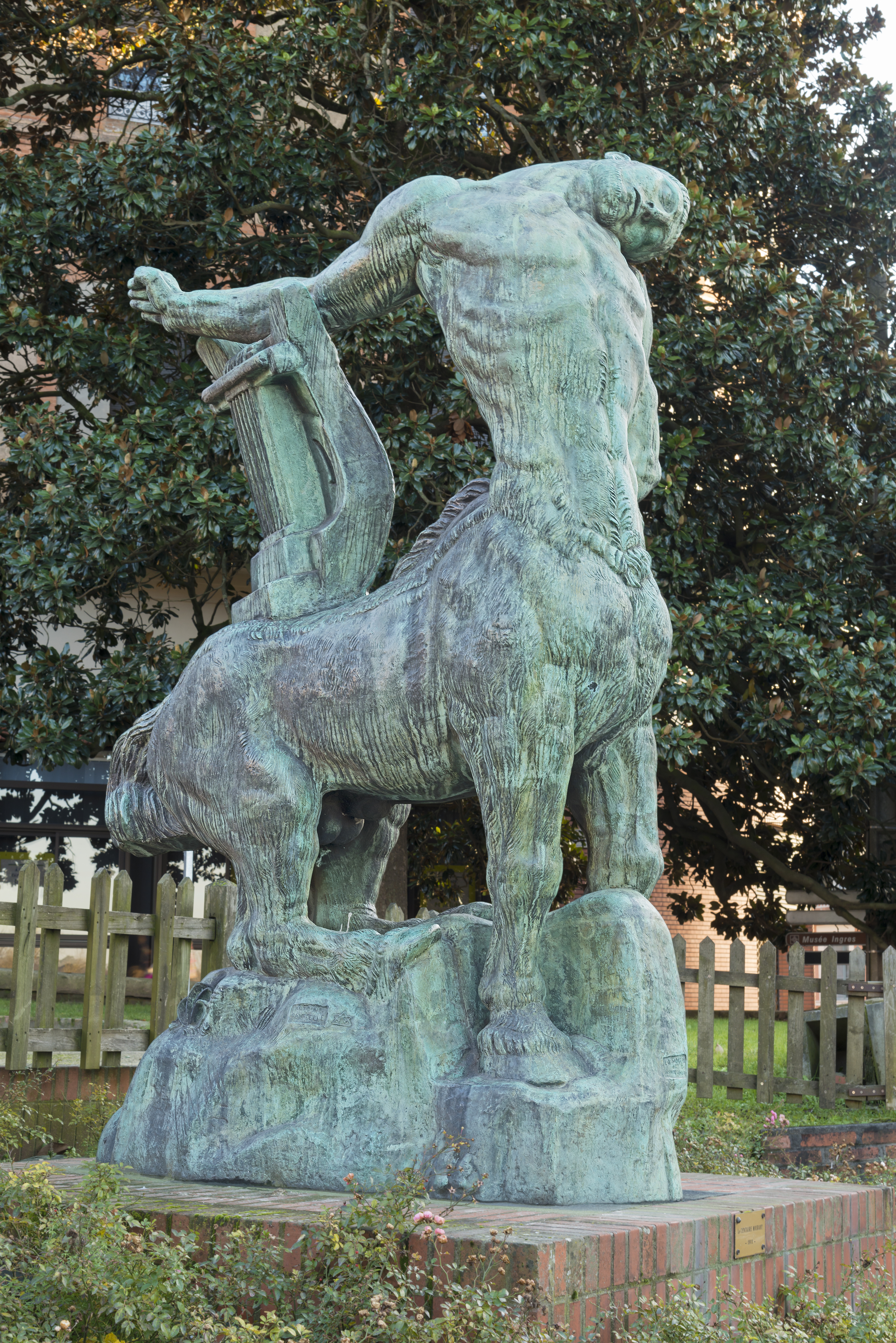
Centauro moribundo (1914), bronce patinado, de Antoine Bourdelle.

En 1893 fue contratado por el artista francés Auguste Rodin como ayudante en su taller, debido al aumento de la demanda de su trabajo. En esta colaboración, Bourdelle se convirtió en también en un aprendiz, hasta el final de esta en 1904 cuando decidió comenzar a trabajar independiente. Una de las primeras obras que ejecutó el Rodin con Bourdelle, y se convirtió en el primer gran encargo para este último, fue el Monumento a los combatientes y defensores de Tarn y Garona de 1870-1871, mismo en el que comenzó a plasmar algunos rasgos líricos que más tarde caracterizarían su trabajo. En 1900, con la colaboración de otro colaborador de Rodin, Jules Debois, fundaron en Montparnasse una escuela al aire libre de escultura. De Rodin heredó una línea escultórica experimental, aunque el estilo de Bourdelle tuvo ciertos rasgos romanticistas que atenuaron el expresionismo rodiniano.

### Madurez
Como Rodin, entre otros rasgos poseyó cierto gusto por la monumentalidad, sin embargo Bourdelle evolucionó hacia una plasticidad más esquemática inspirada en las esculturas griegas arcaicas y en menor medida en las góticas, en tal sentido dio un paso más hacia las vanguardias del siglo XX que Rodin.
Si bien como Rodin debió dividir su obra en la "alimentaria" (es decir la que le permitía obtener dinero) y la netamente artística, la primera se mantuvo en el academicismo con elementos neoclásicos, la segunda fue menos estereotipada y más próxima a las vanguardias del siglo XX, en ambos casos dio especial importancia a la interacción entre la escultura y el paisaje en el cual estuvo inmersa.
Entre 1909 y hasta su muerte, en 1929, Antoine Bourdelle comenzó a dar clases en la Academia de la Grande Chaumière en Montparnasse, París. Sus cursos se caracterizaron por romper con los cánones de enseñanza de la escultura, pues no sólo impartió conocimientos técnicos, sino que también se concentró en acercar a sus estudiantes a las dimensiones estéticas que puede tener su trabajo y aterrizar la obra en su momento
histórico. Parte de esta enseñanza consistió en visitas colectivas en París y en algunas provincias. También, con algunos de sus alumnos, abrió talleres personales, donde los empleó como asistentes o modelos.

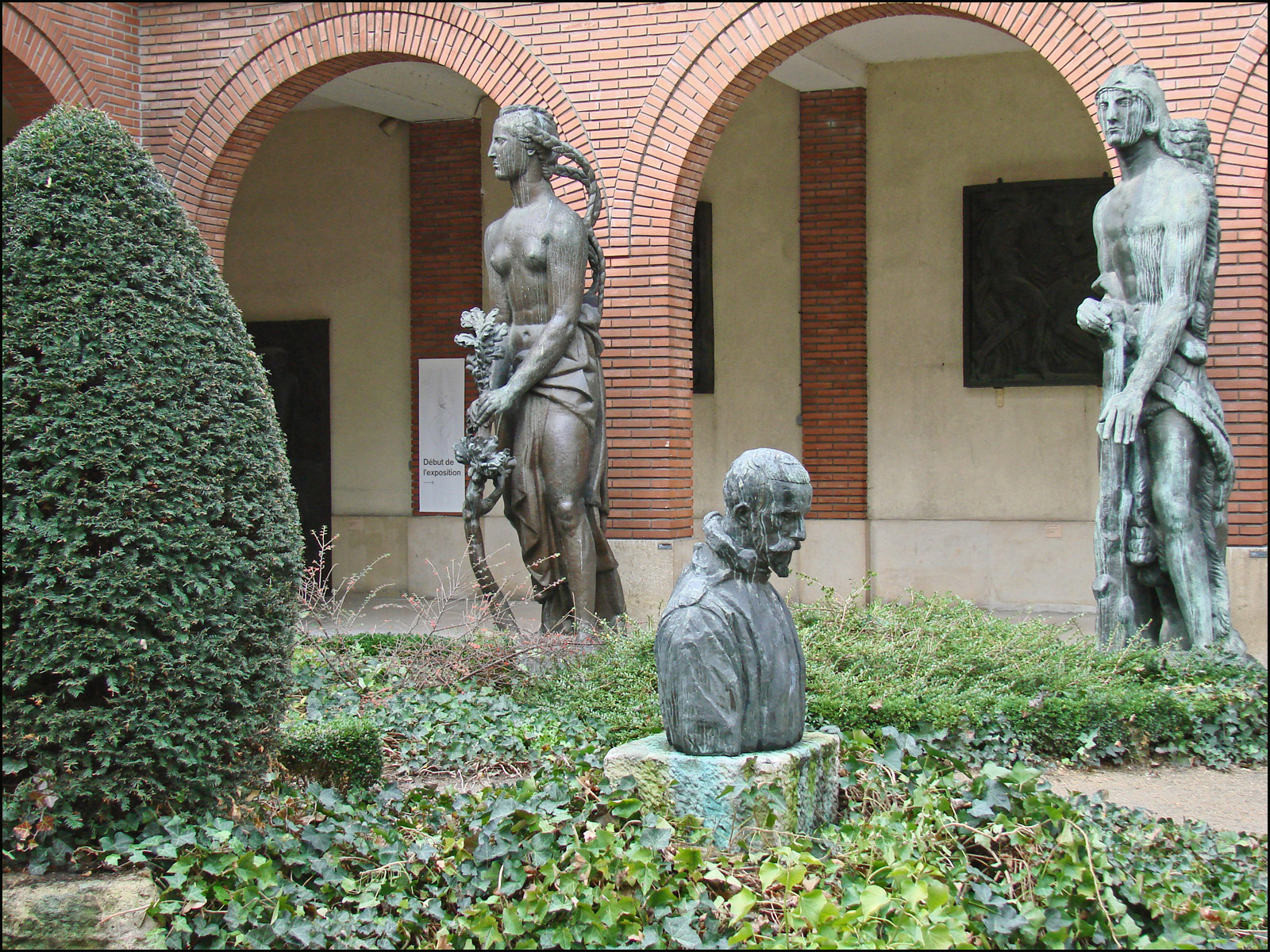
El Museo Bourdelle en el 118 de la calle Antoine Bourdelle de París.

En 1924 fue galardonado con la Legión de Honor. Actualmente hay un Museo Bourdelle en la rue (calle) n.º 18 llamada Antoine Bourdelle de París, en el que fuera su antiguo taller de 1884 a 1929. Ese año terminó a su vez el Busto de Gustave Eiffel, que se encuentra en la base de la Torre Eiffel (también hay una copia en el Museo de Orsay). En Toulouse parte de sus obras se exponen en el Museo Ingres. Otras ciudades de todo el mundo acogen obras suyas, tanto al aire libre como monumentos públicos como en museos. El Museo Nacional de Bellas Artes de Chile posee un busto de bronce que retrata a la artista chilena Henriette Petit, quien fue su discípula.

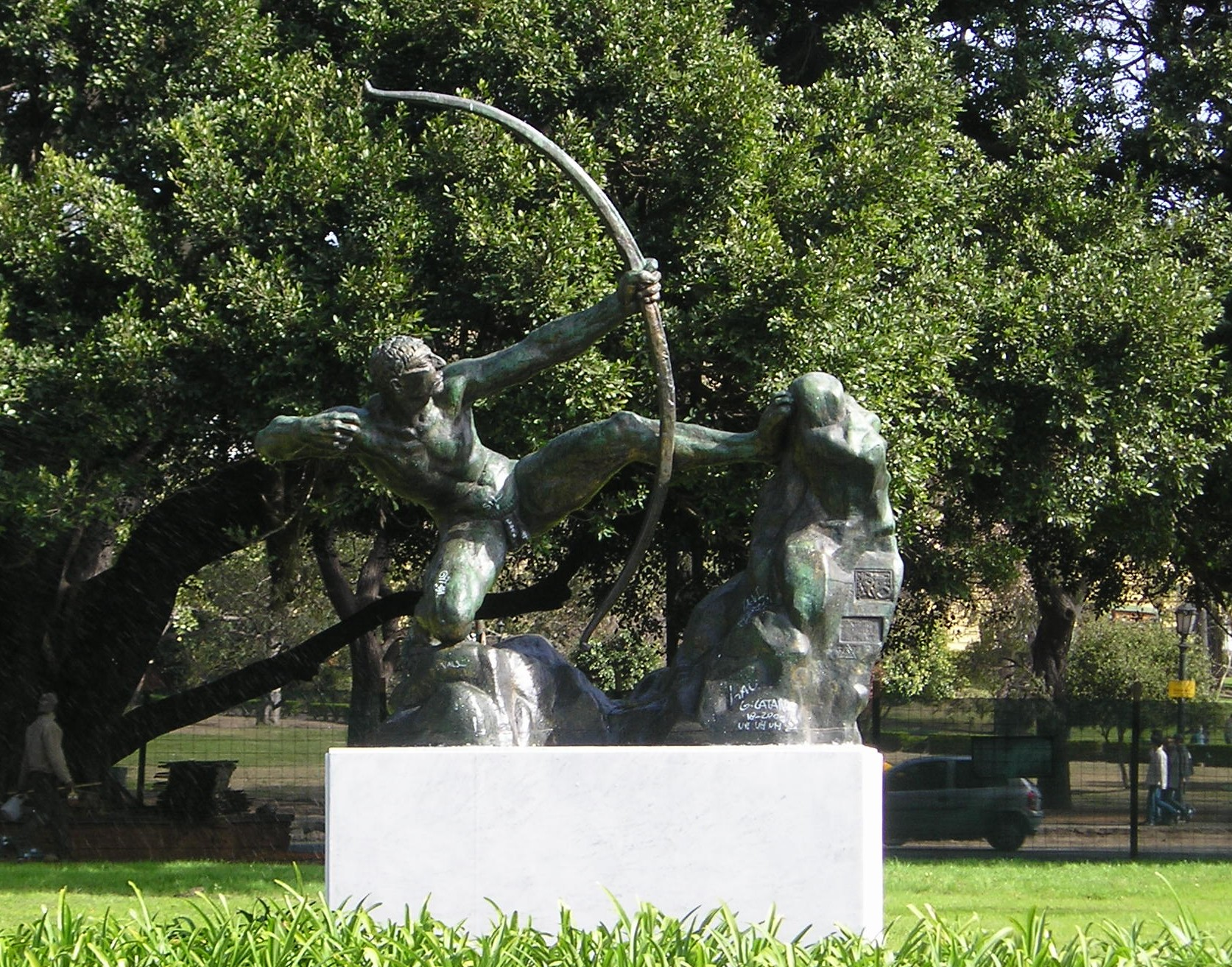
Heracles arquero. Escultura de Antoine Bourdelle ubicada en el Parque Palermo de la Ciudad de Buenos Aires.

### Obra
Entre sus esculturas destacan el Monumento a los caídos en la Guerra Franco-prusiana (ca. 1870), Heracles arquero (1909) (en el Museo Bourdelle de París), Melancolía (1909), El nacimiento de Venus en el Teatro de Marsella, la El centauro moribundo, la serie de relieves para el Teatro de los Champs Élysées (1912), numerosos bustos: de Beethoven, Rodin, Anatole France y una monumental Virgen con el Niño.

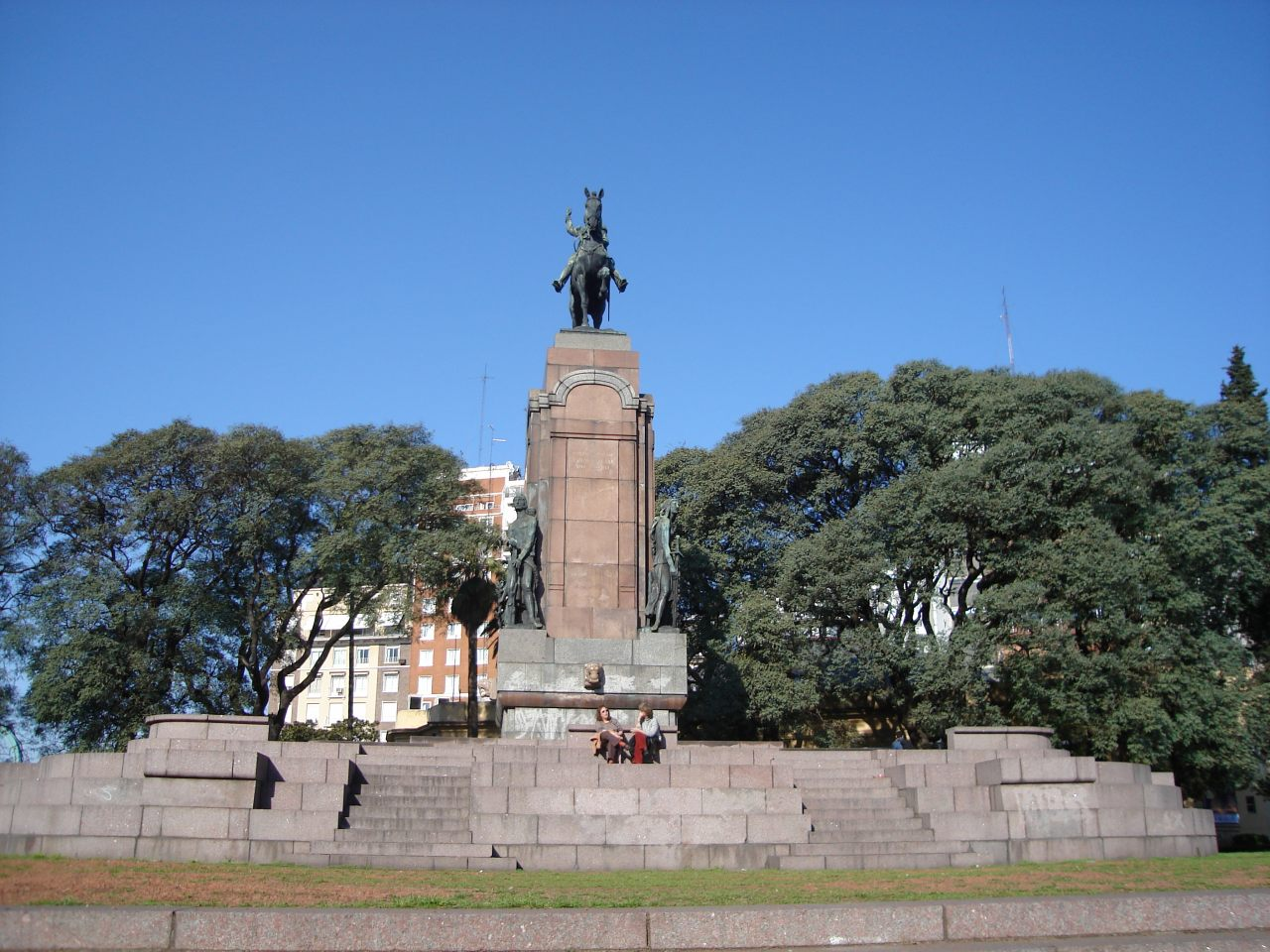
Monumento ecuestre a Carlos María de Alvear, en el barrio de La Recoleta de Buenos Aires.

En la ciudad de Buenos Aires se encuentran emplazadas las valiosas esculturas de El centauro moribundo (también llamada El último centauro); Heracles arquero, que es una obra "...de ruptura con el espíritu romántico de Rodin  — establece una bisagra en la historia de la escultura del siglo XX: la integración de las líneas planas y los vacíos que demarcan hacen del espacio un volumen, abriendo las puertas del arte escultórico a la modernidad." y el Monumento ecuestre a Carlos María de Alvear, considerado por el propio Bourdelle como su obra maestra dentro de los grandes monumentos.
A este conjunto de esculturas se añade el diseño del gigantesco monumento-cementerio para los miles de muertos en el combate Vieil Armand durante la Primera Guerra Mundial.

## Discípulos
Bourdelle durante sus años de formación tuvo grandes maestros, pero, al madurar su carrera y convertirse en profesor de escultura de la Academia la Grande Chaumière, tuvo algunos discípulos que destacaron en diferentes disciplinas artísticas, entre los que se pueden mencionarse:
- Alberto Giacometti, de Suiza
- Isaac Frenkel Frenel, de Israel y Francia
- René Iché, de Francia
- Aristide Maillol, de Francia
- José Luis Zorrilla de San Martín, de Uruguay
- Federico Moller de Berg, Uruguay
- Santos Balmori, pintor de México de padre aragonés
- Antonio Pena, Uruguay
- Emmanuel Auricoste, de Francia
- Daniel-Joseph Bacqué, de Francia.
- Alfredo Bigatti, de Argentina.
- Pablo Curatella Manes, de Argentina.
- Sesostris Vitullo, de Argentina.
- Juan José Sicre, de Cuba.